# Якимов Олександр Валерійович
Олекса́ндр Вале́рійович Яки́мов (нар. 4 червня 1993, Кулиничі, Харківський район, Харківська область, Українська РСР — пом. 13 травня 2014, Маячка, Слов'янський район, Донецька область, Україна) — український військовослужбовець, десантник, старший солдат Збройних сил України.

## Життєпис
Олександр Якимов народився в смт Кулиничі (з 2012 року входить до складу Харкова). 2011 року закінчив Кулиничівську ЗОШ № 175 міста Харкова. Одночасно навчався в Кулиничівському міжшкільному НВК № 1 села Вільхівка Харківського району. Захоплювався футболом. З дитинства мріяв стати десантником.
З осені 2011-го проходив військову службу за контрактом на Житомирщині. У грудні 2013-го одружився.
Старший навідник мінометного взводу мінометної батареї 13-го окремого аеромобільного батальйону 95-ї окремої аеромобільної бригади, в/ч А1910, м. Житомир.
Загинув у бою з російськими терористами 13 травня 2014 року під час виконання бойового завдання.

### Бій під Краматорськом
Десантники на двох БТРах супроводжували три вантажівки ГАЗ-66, що везли міномети, воду та продукти на блокпости. О 12:30 на мосту біля дамби на околиці села Маячка (на той час Октябрське) Слов'янського району, що за 20 км від Краматорська, військова колона потрапила в засідку терористів.
У бою при відбитті нападу загинуло 5 десантників — капітан Вадим Заброцький, старший лейтенант Віталій Дульчик, молодший сержант Віталій Рудий, молодший сержант Сергій Хрущ, старший солдат Олександр Якимов. Сержант Олег Славіцький помер від тяжких поранень у гелікоптері під час медичної евакуації, ще 8 бійців поранені та контужені (серед них — капітан Володимир Бехтер, він був у другому БТРі, старший солдат Денис Білявський, молодший сержант Тарас Ткаліч, молодший сержант Ярослав Голяченко).
Перша граната з РПГ влучила в головний БТР-80, який вже заїхав на міст. Він зупинився, перекривши дорогу іншим машинам. Одночасно нападники відкрили шквальний вогонь зі стрілецької зброї. Другий БТР в'їхав у головний, зіштовхнув його вліво й розблокував дорогу. Однак у нього також влучила граната, просто в моторний відсік, і, проїхавши ще метрів 20, машина зупинилася. Під шквальним вогнем опинилися й вантажівки, одна з них повністю згоріла. Водій головного БТРа Сергій Соловйов зумів завести двигун і виштовхати другий БТР з-під обстрілу. Бій тривав близько години. Після «зачистки» території на місці засідки виявлено заздалегідь обладнані позиції, контейнери від гранатометів РПГ-22 і РПГ-26 та гільзи від снайперських гвинтівок. Нападники пересувалися на двох автомобілях «Газель» і «Жигулі». Кілька терористів під час бою також зазнали поранень, про що свідчать сліди крові та рештки бронежилетів. За даними Міноборони України, нападники втратили щонайменше 5 бійців: один загинув, 4 важко поранені.
16 травня Олександра поховали на міському кладовищі № 16 міста Харкова в смт Кулиничі. Залишилися батьки, сестра, дружина та син, який народився за два тижні після смерті батька.

## Нагороди
- 26 липня 2014 року — за особисту мужність і героїзм, виявлені у захисті державного суверенітету та територіальної цілісності України, відзначений — нагороджений орденом «За мужність» III ступеня (посмертно)[6]
- недержавною медаллю «За визволення Слов'янська» (посмертно).